# Индекс на цитиране
Индекс на цитиране (ИЦ) /на английски: Citation Index (CI)/ между научни публикации е референтна база от данни, която индексира препратките, посочени в списъците с референции на тези публикации, предоставя количествени показатели за тези препратки (като общ обем на цитиране, H-индекс и др.) и позволява на потребителя лесно да установи кои по-късни документи цитират кои по-ранни документи.

## История
Форма на индекс на цитиране се среща за първи път в еврейската религиозна литература от XII век. Юридическите индекси на цитиране са открити през XVIII век и са направени популярни от цитатори като цитатите на Шепърд (1873). През 1961 г. Институтът за научна информация (ISI) на Юджийн Гарфийлд въвежда първия индекс за цитиране на статии, публикувани в академични списания: първо Science Citation Index (SCI), а по-късно включва в него индекси на цитиране по обществени науки /Social Sciences Citation Index (SSCI)/ и Arts and Humanities Citation Index (AHCI). Американското химическо дружество преобразува своя печатeн реферативeн журнал „Химическа реферативна служба“ /Chemical Abstract Service/ (създаден през 1907 г.) в достъпен по интернет SciFinder през 2008 г. Първото автоматизирано индексиране на цитати  е извършено от CiteSeerX CiteSeer през 1997 г. и е патентовано.  Други източници на такива данни включват Google Наука, Microsoft Academic, Scopus на Елзивър и iCite на Националните институти по здравеопазване. 
От 2005 г. в Научната електронна библиотека (НЭБ, ELIBRARY.Ru) е създаден Руският индекс за научно цитиране (RSCI) . Целта на проекта е създаване на национална библиографска база данни за научни периодични издания.

## Описание
Индексът на цитиране е един от най-разпространените наукометрични показатели и се използва за формална оценка в научните и бюрократични среди в много страни. Алтернативи на индекса на цитиране са eкспертната оценка и оценката по импакт фактора на научните списания.
На руски език е обичайно специално тълкуване на понятието „Индекс на цитиране“, което означава индикатор, който показва значимостта на тази статия и се изчислява въз основа на последващи публикации, които се отнасят до тази работа.
Методите за анализ на цитиране принадлежат към по-обща група методи за анализ на документния поток.  

### Основни индекси на цитиране
Базираните на абонамент системи за индексиране на академично цитиране с общо предназначение включват:
- Мрежа на науката (Web of Science) от Clarivate Analytics (предишен бизнес за интелектуална собственост и наука на Toмсън Ройтерс) [6]
- Scopus от Elsevier, достъпен само онлайн, който по подобен начин съчетава търсене по теми с разглеждане и проследяване на цитати в науките и социалните науки.

Всяка от тях индексира цитирания между публикациите и има механизъм за установяване кои документи цитират кои други документи. Те не са с отворен достъп и се различават значително по цена: Мрежата на науката и Scopus са достъпни чрез абонамент (обикновено за библиотеки).
Освен това CiteSeer и Google Наука са безплатно достъпни онлайн.
Съществуват и няколко системии за индексиране на цитирания с отворен достъп, като:
- INSPIRE-HEP, който обхваща физика на високи енергии,
- PubMed, който обхваща науки за живота и биомедицински теми, и
- Астрофизическата информационна система на НАСА, която обхваща астрономията и физиката.

## Критика
Индексът на цитиране е критикуван като статистически ненадежден показател, който зависи от областта на знанието (биолозите и лекарите имат повече от физиците, а физиците съответно повече от математиците), от общия брой специалисти в определен раздел на науката, от текущата популярност на научните изследвания (в горещи области статиите се цитират по-добре от пионерските или тези, които надхвърлят настоящата ситуация в науката), географията на публикациите в списанията, възрастта на изследователя, възможното „измама“, като „ безличен” индикатор и др. 
Академик Е. Д. Свердлов през 2018 г. смята, че библиометрията е лош инструмент за оценка на работата на учен, тъй като „една статия може да бъде добре цитирана, защото е погрешна“. 
Освен това има малки групи учени, които активно използват самоцитиране. В момента лидери в самоцитирането са руски и украински учени. 